# ۹۱ (میلادی)
۹۱ (میلادی) نود و یکمین سال تقویم میلادی است.

## رویدادها
- گلابریو و تراژان کنسول روم شدند.

## درگذشتگان
- جولیا فلاویا (زاده ۶۴) دختر امپراتور تیتوس و معشوقه برادرش دومیتیان (به دلیل سقط جنین اجباری)